# Семеј
Семеј (каз. и рус. Семей), до 2007. познат као Семипалатинск (каз. и рус. Семипалатинск), је град Казахстану у Источноказахстанској области. Према процени из 2010. у граду је живело 303.878 становника.
Код града био је и тестни полигон за совјетско нуклеарно оружје, због чега је и данас повечана радиација плутонијума и урана. Семеј је једна од станица Турксиб железнице.

## Становништво
Према процени, у граду је 2010. живело 303.878 становника.
| 1979.    | 1989.    | 1999.    |
| -------- | -------- | -------- |
| 282.574. | 317.112. | 292.500. |